# Caterina Giacchetti
Caterina Giacchetti (Nápoles, 28 de octubre de 1988) es una deportista italiana que compitió en natación, especialista en el estilo mariposa.
Ganó una medalla de bronce en el Campeonato Europeo de Natación de 2006 y tres medallas de bronce en el Campeonato Europeo de Natación en Piscina Corta, en los años 2004 y 2010.

## Palmarés internacional
| Campeonato Europeo                  | Campeonato Europeo       | Campeonato Europeo | Campeonato Europeo |
| Año                                 | Lugar                    | Medalla            | Prueba             |
| ----------------------------------- | ------------------------ | ------------------ | ------------------ |
| 2006                                | Budapest (Hungría)       | Medalla de bronce  | 200 m mariposa     |
| Campeonato Europeo en Piscina Corta |                          |                    |                    |
| Año                                 | Lugar                    | Medalla            | Prueba             |
| 2004                                | Viena (Austria)          | Medalla de bronce  | 200 m mariposa     |
| 2010                                | Eindhoven (Países Bajos) | Medalla de bronce  | 100 m mariposa     |
| 2010                                | Eindhoven (Países Bajos) | Medalla de bronce  | 200 m mariposa     |